# Улица Володарского (Архангельск)
Улица Володарского (прежние названия: Театральная, Горихвостовая, Училищная) — улица в историческом центре Архангельска (Ломоносовский округ), проходит от Набережной Северной Двины до улицы Суфтина. Протяжённость улицы более полутора километров.

## История

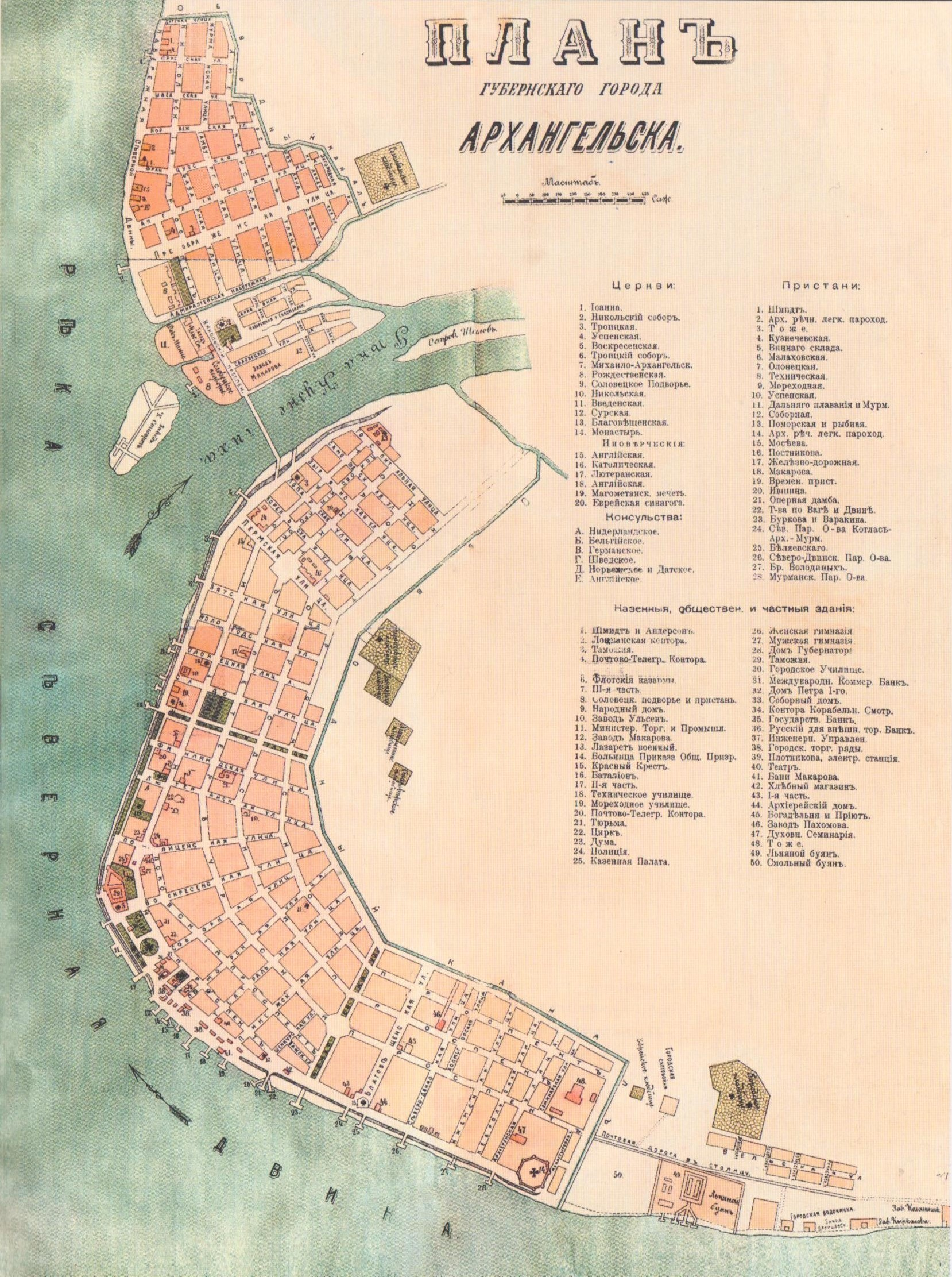
Карта Архангельска 1890 года

Историческое название улицы — Театральная. Шла от самой крупной городской площади — Торговой (занимала территорию Набережной Северной Двины от Соборной (ныне — Карла Либкнехта) до Театральной улицы.
Одна из самых старых улиц города. В годы правления императрицы Екатерины II в Российской империи начала внедряться программа развития городов по специально разработанным регулярным планам согласно изданному в 1763 году указу «О сделании всем городам, их строению и улицам специальных планов…». Для Архангельска такая попытка была предпринята в 1768 году, план города был разработан инженером-квартирмейстером Бахтиным, его работа стала основой для регулярного плана губернского землемера Капустина 1784 года. Однако трёхлучевая основа для центральной части города оказалась слишком радикальной, и в 1787 году план был переработан по докладу графа Р. Воронцова и под наблюдением архангельского губернатора Тутолмина. Новый проект утверждался до 1794 года, рекомендовалось учитывать особенности сложившейся городской застройки и интересы землевладельцев, воплощению проекта в жизнь немало способствовал катастрофический пожар Архангельска 1793 года, всё же прежнюю трассировку этой улицы удалось сохранить.
Название Театральная связано с расположенным в начале улицы зданием городского театра. В 1851 году архангельское образованное общество, желающее иметь в городе свой театр, выкупило у купца Ермолина за 2400 рублей обгоревшее строение на углу улицы (тогда Горихвостовской) и Набережной и «при помощи казенных средств и вспомоществовании купечества» за 4 года превратили его во вполне благоустроенный по тому времени театр. Руководил строительными работами архитектор Ф. Ф. Молохов, стоимость работ составила 20 000 рублей. С открытием театра улица из Горихвостовской была переименована в Театральную. Летом 1858 года бал в театре посетил император Александр II, оставшийся очень довольным театром. К сожалению, оставшееся долгое время без ремонта здание театра пришло в ветхость, в 1907 году театр был закрыт, а зимой 1927—1928 гг. его здание разобрано.
Современное название дано 1920 году в честь видного советского работника члена Президиума ВЦИК М. М. Володарского (1891—1918), который в 1911—1914 годах отбывал ссылку в городе Мезень Архангельской губернии.

## Достопримечательности
д. 10 — Архангельский литературный музей
д. 17 — Дом П. М. Климентьева (памятник архитектуры)

## Известные жители
д. 11 — В. В. Макаров (мемориальная доска)